# Партизанское (Ялта)
Партиза́нское (укр. Партизанське, крымскотат. Partizanskoye, Партизанское) — посёлок на южном берегу Крыма. Входит в городской округ Ялта (Гурзуфский поселковый совет Ялтинского горсовета). На 2020 год в Партизанском числится 1 улица: Лавандовая; на 2009 год, по данным поссовета, посёлок занимал площадь 6 гектаров на которой проживало 56 человек.

## Население
| 2001 | 2014 | 2016 |
| ---- | ---- | ---- |
| 94   | ↘65  | ↗69  |

## География
Расположен посёлок на склоне Главной гряды Крымских гор Южного берега Крыма, на небольшой речке Авунда, в 17 км на северо-восток от Ялты, севернее Гурзуфа. В 2 км восточнее (ниже по склону) Партизанского проходит 35А-002 Симферополь — Ялта (по украинской классификации — М-18).

## История
Посёлок довольно молодой — впервые в доступных источниках встречается в справочнике «Крымская область. Административно-территориальное деление на 1 января 1968 года», хотя на карте 1987 года на его месте обозначены ещё безымянные постройки. По данным переписи 1989 года в селе проживало 134 человека. С 12 февраля 1991 года селение в составе восстановленной Крымской АССР, 26 февраля 1992 года переименованной в Автономную Республику Крым. С 21 марта 2014 года в составе Крыма аннексировано Россией, с 5 июня 2014 года — в Городском округе Ялта.